# John Dehlin
John Dehlin (* 20. srpna 1969, Boise, Idaho, USA) je americký aktivista, bývalý Mormon a zakladatel stránky Mormon Stories Podcast. V roce 2015 byl za své aktivity vyloučen Církví Ježíše Krista Svatých Posledních dnů.

## Život
Narodil se v[Boise ve státě Idaho. Jako misionář mormonské církve sloužil na konci 80. let ve Guatemale.
V roce 2005 Dehlin založil stránku Mormon Stories Podcast, která měla za cíl pomoci pochybujícím členům mormonské církve, aby zůstali v jejích řadách. Sám Dehlin prošel podobnou krizí víry a stal se spoluzakladatelem webu STAYLDS.

## Exkomunikace
Ačkoliv je Dehlin heterosexuál a má rodinu, je přesto významným LGBT aktivistou. Bojuje za gay a lesbická práva nejen v rovině zákonů, ale také v samotné mormonské komunitě.
V roce 2014 také veřejně podpořil exkomunikovanou mormonskou aktivistku Kate Kelly, která bojovala za právo žen být v rámci mormonské církve vysvěceny ke kněžství a byla předvolána k disciplinárnímu církevnímu řízení den po něm.
10. února 2015 získal John Dehlin oficiálně dopis, že byl vyloučen a nadále již není členem Církve Ježíše Krista Svatých Posledních dnů.